# Грин, Анна Кэтрин
А́нна Кэ́трин Грин (англ. Anna Katharine Green, 11 ноября 1846 — 11 апреля 1935) — известная американская писательница, впервые использовавшая для своих романов название «детектив».

## Биография
Анна Кэтрин Грин родилась в Нью-Йорке. Её отец был известным юристом, а мать умерла при родах, поэтому воспитанием будущей писательницы занималась её старшая сестра. В юности увлекалась написанием стихов романтической направленности.
В 1878 году выходит дебютный роман «Дело Ливенуорта». Анна работала над романом на протяжении шести лет, тщательно скрывая это от своих родных, но благодаря хорошему знанию юриспруденции и методов сыска роман стал первым бестселлером в истории США (за 15 лет было издано 750 тысяч экземпляров). Роман даже вызвал бурную дискуссию в Сенате штата Пенсильвания: может ли женщина написать подобное произведение?
За свою жизнь Анна написала более сорока романов. Анна Грин стала создательницей нескольких серий. Самым известным её героем был нью-йоркский полицейский Эбенейзер Грайс и его помощник Калеб Свитуотер. Среди её персонажей была старая дева Амелия Баттерворт — прототип мисс Марпл.
Громкий скандал вызвал брак писательницы. Анна Грин впервые вышла замуж в возрасте тридцати восьми лет за молодого 28-летнего актёра Чарльза Рольфса. По настоянию жены Чарльз бросил сцену, а со временем стал одним из самых известных дизайнеров мебели. На самой известной фотографии писательница запечатлена на стуле специально сконструированном для неё мужем. Кроме резной спинки, у стула была очень широкий правый подлокотник, который Чарльз сделал таким специально, чтобы на нем можно было разложить тетрадь и писать. Брак Анны и Чарльза был счастливым, у них родились трое детей — два сына и дочь.
Анна Кэтрин Грин скончалась 11 апреля 1935 года в Нью-Йорке.

## Издания по-русски
В 1983 году был опубликован в СССР роман Анны Кэтрин  Грин "Дом в тумане".
В 1999 году опубликован русский перевод романа "Дом шепчущих сосен".

## Избранная библиография
- Дело Ливенворта (The Leavenworth Case, 1878)
- Странные исчезновения (A Strange Disappearance, 1880)
- Руки и кольцо (Hand and Ring, 1883)
- Мельница Тайны (The Mill Mystery, 1886)
- Помечено «Личное» (Marked «Personal», 1893, рус. пер. «День возмездия»)
- Мисс Херд: Загадка (Miss Hurd: An Enigma, 1894)
- Доктор, его жена, и часы (The Doctor, His Wife, and the Clock, 1895)
- Дело Следующая дверь (The Affair Next Door, 1897)
- Агата Вебб (Agatha Webb, 1899)
- Циркуляр исследования (The Circular Study, 1900)
- Дома в тумане (The House in the Mist, 1905)
- Женщина в Алькове (The Woman in the Alcove, 1906)
- Дамоклов меч (The Sword of Damocles, 1909)
- Дом шепчущих сосен (The House of the Whispering Pines, 1910)
- Инициалы ТОЛЬКО (Initials Only, 1911)
- Темная лощина (Dark Hollow, 1914)
- Шаги на лестнице (The Step on the Stair, 1923)